# ナスノコトブキ
ナスノコトブキは日本の競走馬。1966年の菊花賞など、中央競馬で重賞4勝を挙げた。名種牡馬モンタヴァルの代表産駒であったが、1967年の天皇賞（春）で発症した骨折が原因で死亡した。

## 戦績

### 3歳
1963年4月13日に政治家・河野一郎が創設した那須野牧場で誕生した。東京競馬場、中山競馬場に匹敵する急坂を備えたトレーニング用コースを先頭で走りきるほどの能力を示し、河野はこの馬で初のクラシック制覇への期待を掛けた。しかし移転新築に尽力した新潟競馬場でのデビュー戦を見る事なく急死した。ナスノコトブキはデビュー戦を直線で抜け出し勝利した。だが、その後は思う様な結果を出せず、1965年は4戦2勝で終わった。

### 4歳
4歳になりクラシックシーズンに入ったが、3歳時に賞金を稼げなかったために皐月賞出走への見込みが立たず、最後の望みとして出走した皐月賞トライアル・スプリングステークスも3着に敗れた。当時はトライアル競走の入着馬にクラシックへの優先出走権を付与する規定がなかったため、ナスノコトブキの皐月賞出走は成らなかった。この一件が優先出走権誕生の切っ掛けとなった。
次走、東京優駿（日本ダービー）出走を賭けてNHK杯に参戦し、皐月賞出走組を相手に重賞初優勝、ダービーに向けての有力候補に挙げられた。しかしダービーでは大外28番枠からのスタートが影響し、テイトオーの3着に終わった。その後1戦走ったのち、秋シーズンに向けての休養のため那須野牧場でへ放牧休養に出された。
体調を回復させたナスノコトブキは新潟で復帰戦を走った後、菊花賞出走に向けて京都へ移動した。朝日チャレンジカップで重賞2勝目を挙げ、菊花賞本番に向けて極限まで馬体を仕上げられた。だが、神経質な気性ゆえにすっかり焦れ込んでしまったナスノコトブキは、競走数日前に担当厩務員・平山勝男を蹴り飛ばしてしまった。平山は入院し、急遽東京から代わりの厩務員が2名送られたが思うように面倒を見切れず、結局平山が病院を抜け出し、ナスノコトブキの面倒を菊花賞当日まで見ることになった。
当日、ナスノコトブキは1番人気に推された。レースでは長距離特有の淡々としたスローペースに、鞍上・森安弘明が、ナスノコトブキの気性を考え第3コーナーからスパートをかけた。暴走とも取られる早仕掛けはゴール直前まで完璧に決まったかと思われたが、大外から野平祐二鞍上のスピードシンボリが追い込み、ほとんど同時にゴールした。地元で無かった事もあり両騎手とも負けたと思った勝敗は、20分近い写真判定の末ナスノコトブキの優勝となった。
その後、年末の有馬記念に3番人気で出走したが、菊花賞で2着に破ったスピードシンボリ（3着）に後れを取る5着に終わった（優勝・コレヒデ）。

### 5歳
1967年、5歳になったナスノコトブキは、緒戦のアメリカジョッキークラブカップこそ6着に敗れたものの、次走のオープンは2着に入った。その後、4月29日の天皇賞（春）出走のため、平山と共に再び京都に向かった。しかしこの時ナスノコトブキの状態は非常に悪く、河野とも面識のあった大川慶次郎は後に、「もし河野氏がご存命で参加の是非を聞かれたら『出ない方が良い』と言っただろう」と回想している。
結局、ナスノコトブキは向こう正面で故障を発生し競走中止となった。スピードシンボリ（1着）とカブトシロー（2着）のゴール前での争いの裏で、ナスノコトブキは馬運車に乗せられ馬場を離れた。公式発表では左第三中足骨並びに第一趾骨の複雑骨折かつその患部も骨が飛び出しているほどで本来なら即座に安楽死となる骨折だったが、馬主側の要請もあり種牡馬に残すべく治療に当たった。だが、患部から入った細菌が毒素を撒き散らした結果敗血症を発症し、ナスノコトブキは発狂、終いには狂乱状態のまま5月10日に京都競馬場の診療所で死亡した。
担当厩務員であった平山は、ナスノコトブキに蹴られた箇所の後遺症と、愛馬の壮絶な死もあって、東京に戻るときは心ここにあらずの状態であった。その後病気で緊急入院する事になり、そのまま厩務員も辞めた。以降、平山が競馬界に戻って来る事は二度と無かった。
主戦騎手であった森安弘明は、ナスノコトブキの死後、スピードシンボリの主戦であった野平祐二に、「お前の馬（ナスノコトブキ）がいなくなって、俺の馬（スピードシンボリ）の天下になってしまったな」と言われたという。

## 血統表
| ナスノコトブキの血統（ブランドフォード系 / Blandford4×5=9.38%） | ナスノコトブキの血統（ブランドフォード系 / Blandford4×5=9.38%） | ナスノコトブキの血統（ブランドフォード系 / Blandford4×5=9.38%） | （血統表の出典）    | （血統表の出典） |
| 父 *モンタヴァル Montaval 1953 鹿毛                             | 父の父Norseman 1940 栗毛                                        | Umidwar                                                         | Blandford           | Blandford        |
| 父 *モンタヴァル Montaval 1953 鹿毛                             | 父の父Norseman 1940 栗毛                                        | Umidwar                                                         | Uganda              |                  |
| 父 *モンタヴァル Montaval 1953 鹿毛                             | 父の父Norseman 1940 栗毛                                        | Tara                                                            | Teddy               | Teddy            |
| 父 *モンタヴァル Montaval 1953 鹿毛                             | 父の父Norseman 1940 栗毛                                        | Tara                                                            | Jean Gow            |                  |
| 父 *モンタヴァル Montaval 1953 鹿毛                             | 父の母Ballynash 1946 鹿毛                                       | Nasrullah                                                       | Nearco              | Nearco           |
| 父 *モンタヴァル Montaval 1953 鹿毛                             | 父の母Ballynash 1946 鹿毛                                       | Nasrullah                                                       | Mumtaz Begum        |                  |
| 父 *モンタヴァル Montaval 1953 鹿毛                             | 父の母Ballynash 1946 鹿毛                                       | Ballywellbroke                                                  | Ballyferis          | Ballyferis       |
| 父 *モンタヴァル Montaval 1953 鹿毛                             | 父の母Ballynash 1946 鹿毛                                       | Ballywellbroke                                                  | The Beggar          |                  |
| 母 キクジユヒメ 1953 栗毛                                       | 母の父トシシロ 1940 栗毛                                        | *ダイオライト Diolite                                           | Diophon             | Diophon          |
| 母 キクジユヒメ 1953 栗毛                                       | 母の父トシシロ 1940 栗毛                                        | *ダイオライト Diolite                                           | Needle Rock         |                  |
| 母 キクジユヒメ 1953 栗毛                                       | 母の父トシシロ 1940 栗毛                                        | 月城                                                            | Campfire            | Campfire         |
| 母 キクジユヒメ 1953 栗毛                                       | 母の父トシシロ 1940 栗毛                                        | 月城                                                            | *星旗               |                  |
| 母 キクジユヒメ 1953 栗毛                                       | 母の母マリオン 1947 栗毛                                        | ミナミホマレ                                                    | *プリメロ           | *プリメロ        |
| 母 キクジユヒメ 1953 栗毛                                       | 母の母マリオン 1947 栗毛                                        | ミナミホマレ                                                    | フロリスト          |                  |
| 母 キクジユヒメ 1953 栗毛                                       | 母の母マリオン 1947 栗毛                                        | 時孝                                                            | 月友                | 月友             |
| 母 キクジユヒメ 1953 栗毛                                       | 母の母マリオン 1947 栗毛                                        | 時孝                                                            | 第参ソネラ F-No.4-r |                  |

重賞2勝のスズトップランと、本馬の同期生で皐月賞等に優勝したニホンピローエースは母の従弟にあたる。特に後者はナスノコトブキと同父であり、その母スズマサは本馬の祖母マリオンの全妹という、非常に近い血統構成を持っている。